# Championnats du monde de cyclo-cross 1954
Navigation
Édition précédente Édition suivante
Les championnats du monde de cyclo-cross 1954 ont lieu le 28 février 1954 à Crenna, en Italie. Une épreuve masculine est au programme.

## Podiums
| Épreuves | Or              | Argent       | Bronze     |
| -------- | --------------- | ------------ | ---------- |
| Élites   | André Dufraisse | Pierre Jodet | Hans Bieri |

## Classement des élites
| Pos. | Cycliste                | Pays       | Temps       |
| ---- | ----------------------- | ---------- | ----------- |
|      | André Dufraisse         | France     | 55 min 06 s |
|      | Pierre Jodet            | France     | + 0:44      |
|      | Hans Bieri              | Suisse     | + 0:56      |
| 4    | Georges Furnière        | Belgique   | + 1:28      |
| 5    | Johny Goedert           | Luxembourg | + 1:32      |
| 6    | Antonio Barrutia        | Espagne    | + 1:47      |
| 7    | Roger De Clercq         | Belgique   | + 2:07      |
| 8    | José Michelena          | Espagne    | + 2:07      |
| 9    | Frans Feremans          | Belgique   | + 2:07      |
| 10   | Calixte Van Steenbrugge | Belgique   | + 2:07      |

## Tableau des médailles
| Rang | Nation | Or | Argent | Bronze | Total |
| ---- | ------ | -- | ------ | ------ | ----- |
| 1    | France | 1  | 1      | 0      | 2     |
| 2    | Suisse | 0  | 0      | 1      | 1     |